# Andrew Stewart, 1. Lord Avondale († 1513)
Andrew Stewart, 1. Lord Avondale (* vor 1479; † 9. September 1513) war ein schottischer Peer.
Er entstammte einer Nebenlinie des Hauses Stewart. Er war der älteste überlebende Sohn des Alexander Stewart († 1489) und Enkel des Walter Stewart of Morphie († vor 1488). Beim Tod seines Vaters erbte er von ihm die Ländereien von Avondale. Sein Vater hatte diese 1488 von seinem Onkel Andrew Stewart, 1. Lord Avondale geerbt, welcher sie erhalten hatte, nachdem König Jakob II. sie James Douglas, 9. Earl of Douglas, entzogen hatte.
Am 4. Februar 1500 verlieh ihm König Jakob IV. den Titel Lord Avondale, wodurch er auch Mitglied des schottischen Parlaments wurde. Von 1502 bis 1509 hatte er das Hofamt des First Usher of the King's Chamber inne. 1512 erhielt er das Amt eines Lords Auditor of the Checker. Er fiel 1513, ebenso wie sein König, in der Schlacht von Flodden Field.
Spätestens Anfang 1500 hatte er Margaret Kennedy, Tochter des John Kennedy, 2. Lord Kennedy, geheiratet. Mit ihr hatte er fünf Söhne und drei Töchter:
- Andrew Stewart, 2. Lord Avondale († 1548), sein Titelerbe, tauschte den Titel Lord Avondale 1543 gegen den eines Lord Stewart of Ochiltree ein;
- Alexander Stewart († nach 1541);
- Henry Stewart, 1. Lord Methven († 1551);
- William Stewart of Dunduff († 1552);
- Sir James Stewart of Beath (1513–1544);
- Barbara Stewart of Burray, ⚭ (1) vor 1535 Sir James Sinclair of Sanday, ⚭ (2) 1541 Roderick Macleod, 10. Laird of the Lewes;
- Agnes Stewart ⚭ John Boswell of Auchinleck;
- Anne Stewart ⚭ Bartholomew Crawford, 3. Laird of Kerse.